# Оейраш-і-Сан-Жуліан-да-Барра
Оейраш-і-Сан-Жуліан-да-Барра (порт. Oeiras e São Julião da Barra; МФА: [o.ˈɐj.ɾɐz i ˈsɐ̃w ʒu.ɫi.ˈɐ̃w dɐ ˈba.ʁɐ]) — парафія в Португалії, у муніципалітеті Оейраш. Розташована в західній частині країни, на теренах історичної португальської провінції Ештремадура. Входить до складу округу Лісабон. За адміністративним поділом, чинним до 1976 року, терени парафії були складовою провінції Ештремадура. Належить до Лісабонського патріархату Католицької церкви. Патрон — Діва Марія. Площа — 6,7261 км². Населення — 33827 ос. (2011). Сильно урбанізований регіон. Густота населення — 5029,21 осіб/км²
. Код — 111004.

## Населення
| Кількість мешканців | Кількість мешканців | Кількість мешканців | Кількість мешканців | Кількість мешканців | Кількість мешканців | Кількість мешканців | Кількість мешканців | Кількість мешканців | Кількість мешканців | Кількість мешканців | Кількість мешканців | Кількість мешканців | Кількість мешканців | Кількість мешканців |
| ------------------- | ------------------- | ------------------- | ------------------- | ------------------- | ------------------- | ------------------- | ------------------- | ------------------- | ------------------- | ------------------- | ------------------- | ------------------- | ------------------- | ------------------- |
| 1864                | 1878                | 1890                | 1900                | 1911                | 1920                | 1930                | 1940                | 1950                | 1960                | 1970                | 1981                | 1991                | 2001                | 2011                |
| 2 613               | 3 495               | 4 514               | 4 070               | 5 606               | 6 067               | 4 467               | 5 197               | 6 285               | 6 857               | 13 962              | 40 358              | 43 364              | 34 851              | 33 827              |